# Phragmatobia confluens
Phragmatobia confluens là một loài bướm đêm thuộc phân họ Arctiinae, họ Erebidae.